# Caza de Jezzîne
Caza de Jezzîne (arabiska: قضاء جزين) är ett distrikt i Libanon.   Det ligger i guvernementet Mohafazat Liban-Sud, i den sydvästra delen av landet, 40 kilometer söder om huvudstaden Beirut.
Trakten runt Caza de Jezzîne består till största delen av jordbruksmark. Runt Caza de Jezzîne är det ganska tätbefolkat, med 124 invånare per kvadratkilometer.